# ريتشارد جوين (شاعر)
ريتشارد جوين (بالإنجليزية: Richard Gwyn)‏ هو كاتب وشاعر بريطاني، ولد في 22 يوليو 1956 في مدينة بوينيبول في (بريطانيا) المملكة المتحدة.